# Fort Belvedere

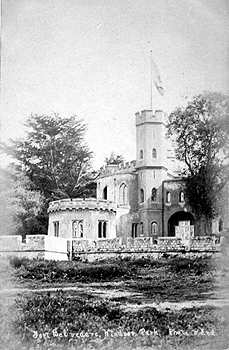
Postal con la imagen de Fort Belvedere a principios de los años 1900.

Fort Belvedere (llamada en un principio Shrubs Hill Tower) es una casa de campo ubicada en Shrubs Hill, en Windsor Great Park (Inglaterra), muy cerca de Sunningdale, Berkshire, pero realmente sobre la frontera del borough de Runnymede en Surrey. Fue construida predominantemente por Jeffry Wyatville en un estilo neogótico en la década de 1820.
El fuerte fue ocupado por numerosos miembros de la familia real británica y por personajes asociados desde 1750 hasta 1976. Desde 1929, fue la residencia de Eduardo, príncipe de Gales, quien renovó en gran medida la casa y los terrenos, y fue el lugar de su abdicación como rey Eduardo VIII en 1936. La propiedad sigue siendo perteneciendo a la Corona británica, pero actualmente está ocupada por inquilinos privados y no está abierta al público.

## Historia
Fort Belvedere fue construido entre 1750 - 1755, por orden del príncipe Guillermo Augusto, duque de Cumberland, hijo del rey Jorge II de Gran Bretaña y la reina Carolina, recordado por su papel en la batalla de Culloden. Al principio fue simplemente un folly y después se utilizó como casa de veraneo, desde la parte superior de la torre del asta bandera podían verse siete condados. La estructura triangular con torretas fue ubicada en medio de una densa plantación de árboles y tiene vista hacia el Virginia Water, un cuerpo artificial de agua construido por Thomas y Paul Sandby a instancias del duque de Cumberland.
En 1928, Sir Jeffrey Wyatville, responsable de la reconstrucción del Castillo de Windsor durante el mandato de Jorge IV, amplió la edificación para ser usada como pabellón de caza. Las adiciones incluyeron una habitación octagonal en el lado noreste, en la que cenaba regularmente el rey. El nuevo trabajo incluyó la acentuación del aspecto militar de la casa, aunque nunca había tenido ninguna importancia militar. Un conjunto de 31 cañones, fundidos entre 1729 - 1749 por el primer maestro fundidor en la fundición real, más tarde el Royal Arsenal —Arsenal real— en Woolwich, se utilizaron para saludar con fuego hasta 1907, a menudo para recibir a la reina Victoria, que era una visitante frecuente. El Bombardier encargado del cuidado de los cañones vivía en Bombardier’s Cottage, que se conectaba a la casa principal por un arco. 
Más tarde la propiedad fue utilizada por diferentes miembros de la realeza o sus sirvientes. En 1911, el viejo edificio fue convertido en una residencia y fue utilizado por el príncipe Arturo, duque de Connaught. Desde la costa de Virginia Water, pueden verse unas ruinas que se encuentran en los terrenos y que forman parte de un antiguo templo procedente de Leptis Magna cerca de Trípoli. Las ruinas se encuentran entre la costa sur y Blacknest Road, cerca del cruce con de la A30 London Road y Wentworth Drive.

## Rey Eduardo VIII
El edificio quedó vacante en 1929 y el rey Jorge V se lo dio a su hijo mayor, Eduardo, príncipe de Gales. Fort Belvedere se convirtió en la residencia principal del príncipe, quien la utilizaba frecuentemente como casa de campo y con fines de entretenimiento. Cuando ascendió al trono en 1936, Eduardo seguía usando la casa a pesar de que ahora contaba con una amplia gama de residencias para elegir. El príncipe de Gales la ocupó de manera estable entre 1930 - 1936 y realizó extensas remodelaciones. El decorador de interiores Herman Schrijver, que había decorado la casa de la futura esposa del príncipe, Wallis Simpson, trabajó en los interiores del fuerte en 1935.
La casa se convirtió en el escenario de la crisis de abdicación de 1936, cuando Eduardo abdicó después de que los gobiernos del Reino Unido y de los dominios de la Mancomunidad Británica de Naciones manifestaron su oposición al matrimonio con Wallis Simpson. En Fort Belvedere celebró el rey sus últimas reuniones con el primer ministro británico Stanley Baldwin y firmó el instrumento de abdicación en presencia de sus hermanos.

## Residentes posteriores
Durante la Segunda Guerra Mundial fue utilizado por la Oficina de Comisionados de las Tierras de la Corona cuando fueron evacuados de sus oficinas centrales en Londres. La casa quedó vacía después de la guerra. Gerald Lascelles, el hijo menor de María, la princesa real —hija del rey Jorge V—, fue el inquilino entre 1956 - 1975, con un contrato de arrendamiento de 99 años, y restauró los jardines, les añadió una piscina y una cancha de tenis. En 1976, el emir de Dubái se mudó a la mansión. Más recientemente ha sido el hogar de Galen Weston, el propietario canadiense de Selfridges PLC, cuya esposa Hilary fue teniente gobernador de Ontario de 1996 a 2001. Los comisionados del Crown State (Patrimonio de la Corona) siguen teniendo la propiedad vitalicia y la finca sigue siendo parte del Great Park.